# Saint-Paul-de-Tartas
Saint-Paul-de-Tartas is een gemeente in het Franse departement Haute-Loire (regio Auvergne-Rhône-Alpes) en telt 244 inwoners (1999). De plaats maakt deel uit van het arrondissement Le Puy-en-Velay.

## Geografie
De oppervlakte van Saint-Paul-de-Tartas bedraagt 27,0 km², de bevolkingsdichtheid is 9,0 inwoners per km².
De onderstaande kaart toont de ligging van Saint-Paul-de-Tartas met de belangrijkste infrastructuur en aangrenzende gemeenten.

## Demografie
Onderstaande figuur toont het verloop van het inwonertal (bron: INSEE-tellingen).